# 福岡県立田川商業高等学校
福岡県立田川商業高等学校（ふくおかけんりつ たがわしょうぎょうこうとうがっこう）は、福岡県田川郡添田町大字添田にあった公立（福岡県立）高等学校。
地元では「商業」と呼ばれて親しまれていた。
福岡県立高校統廃合の実施に伴い2007年（平成19年）3月31日限りで閉校となった。

## 沿革
歴史
1937年（昭和12年）に、当時の田川郡の2町（後藤寺・伊田）が学校組合を組織して創立。当初の学校名は「田川商工実務学校」であったが、数回の改組・改称を経て、最終名になったのは1963年（昭和38年）。創立70年を迎えた2007年（平成19年）3月末をもって閉校し、福岡県立田川科学技術高等学校に統合された。
福岡県立田川工業高等学校と前身を同じくする。
- 1937年（昭和12年）4月5日 -「後藤寺町伊田町学校組合立 福岡県田川商工実務学校」（乙種実業学校）として創立。
- 1940年（昭和15年）- 「田川商工学校」（甲種実業学校）に改称。
- 実施年月不詳 - 商業科を廃止[1]の上、「田川工業学校」と改編・改称。
- 1946年（昭和21年）- 商業科を復活させ、再び「田川市立商工学校」に改称。
- 1948年（昭和23年）
  - 4月1日 - 学制改革により、新制高等学校「田川市立高等学校」に改組・改称。
  - 8月 - 定時制課程を設置。
- 1949年（昭和24年）5月1日 - 県立移管により、「福岡県立田川中央高等学校」となる。
- 1963年（昭和38年）4月 - 福岡県立田川中央高等学校が以下の2校に分離。
  - 「福岡県立田川工業高等学校」
  - 「福岡県立田川商業高等学校」（最終名）田川郡添田町に校舎が完成。
- 2005年（平成17年）4月 - 田川商業高等学校としての生徒募集を停止。福岡県立田川科学技術高等学校が併設される。
- 2007年（平成19年）3月31日 - 統合により閉校。

跡地の活用
- 跡地は県内の企業である山口油屋福太郎が取得し、体育館を改装の上でめんべいの工場として活用されている[2]。

## 各種証明書の発行先
- 〒825-0005　福岡県田川市糒1900番地 福岡県立田川科学技術高等学校　内

## 筑豊地区の高等学校統廃合について
筑豊地区では福岡県立高校の統廃合計画によって2005年（平成17年）に4校、2007年（平成19年）に6校の計10高校が閉校したが、これによって高校そのものが消滅した筑豊地区の自治体は添田町のみである。
尚、一時期は福岡県立西鞍手高等学校（2005年3月31日限りで閉校）の所在地であった鞍手郡若宮町も高校が消滅した自治体であった（現在、若宮町は鞍手郡宮田町との対等合併によって宮若市となり、宮若市内の旧・宮田町エリアに西鞍手高校の統廃合先である福岡県立鞍手竜徳高等学校が所在する）。

## 参考資料
- 「田川市誌」（1949年（昭和24年）12月1日発行, 大川市）p.373～p.374（田川中央高等学校）